# Offingen
Offingen är en köping (Markt) i Landkreis Günzburg i Regierungsbezirk Schwaben i förbundslandet Bayern i Tyskland.
Köpingen ingår i kommunalförbundet Offingen tillsammans med kommunerna Gundremmingen och Rettenbach.